# Primera División de Guatemala
Primera División de Guatemala (oficjalna nazwa: Liga de Fútbol Primera División de No Aficionados) – drugi poziom rozgrywek piłkarskich w Gwatemali.

## Aktualny skład
| Klub                 | Miasto                 | Założenie | Stadion                             | Pojemność     |
| -------------------- | ---------------------- | --------- | ----------------------------------- | ------------- |
| Aurora               | Gwatemala              | 1945      | Del Ejército                        | 13 500 miejsc |
| Carchá               | San Pedro Carchá       | 1962      | Juan Ramón Ponce Way                | 4 405 miejsc  |
| Chimaltenango        | Chimaltenango          | 1948      | Municipal de Chimaltenango          | 1 500 miejsc  |
| Coatepecano IB       | Coatepeque             | 2016      | Israel Barrios                      | 20 000 miejsc |
| Cremas B             | Gwatemala              | 2011      | Cementos Progreso                   | 17 500 miejsc |
| Marquense            | San Marcos             | 1958      | Marquesa de la Ensenada             | 10 000 miejsc |
| Mictlán              | Asunción Mita          | 1960      | La Asunción                         | 8 000 miejsc  |
| Mixco                | Mixco                  | 1964      | Santo Domingo                       | 2 000 miejsc  |
| Naranjeros Escuintla | Siquinalá              | 2004      | Armando Barillas                    | 10 000 miejsc |
| Nueva Concepción     | Nueva Concepción       | 1959      | José Luis Ibarra                    | 3 000 miejsc  |
| Petapa               | San Miguel Petapa      | 1979      | Julio Armando Cobar                 | 7 800 miejsc  |
| Plataneros           | La Blanca              | 2016      | Florencio Barrios                   | 500 miejsc    |
| Puerto San José      | Puerto San José        |           | Vicente Arévalo                     | 800 miejsc    |
| Quiché               | Santa Cruz del Quiché  | 1956      | Municipal de Santa Cruz del Quiché  | 5 000 miejsc  |
| San Pedro            | San Pedro Sacatepéquez | 1992      | Municipal de San Pedro Sacatepéquez | 4 000 miejsc  |
| Sayaxché             | Sayaxché               | 2002      | Municipal La Pasión                 | 700 miejsc    |
| Sololá               | Sololá                 | 2012      | Xamba                               | 6 000 miejsc  |
| Suchitepéquez        | Mazatenango            | 1960      | Carlos Salazar Hijo                 | 12 000 miejsc |
| Xinabajul            | Huehuetenango          | 2017      | Los Cuchumatanes                    | 5 000 miejsc  |
| Zacapa Tellioz       | Zacapa                 | 2020      | David Ordóñez Bardales              | 9 000 miejsc  |